# 亚历山德拉斯·阿比沙拉
亚历山德拉斯·阿比沙拉（1955年12月28日—）前立陶宛政治家和总理。
他目前(2007年)经营着自己名为“亚·阿比沙拉和伙伴”（"A. Abišala and Partners"）的商业咨询公司